# Terminalia insularis
Terminalia insularis är en tvåhjärtbladig växtart som beskrevs av Cyril Tenison White. Terminalia insularis ingår i släktet Terminalia och familjen Combretaceae. Inga underarter finns listade i Catalogue of Life.